# لال‌آباد هوتی
لال‌آباد هوتی روستایی در دهستان نازیل بخش نوک آباد شهرستان تفتان استان سیستان و بلوچستان ایران است.

## جمعیت
بر پایه سرشماری عمومی نفوس و مسکن در سال ۱۳۹۵ جمعیت این مکان ۷۲ نفر (۳۱خانوار) بوده‌است.